# Innergård

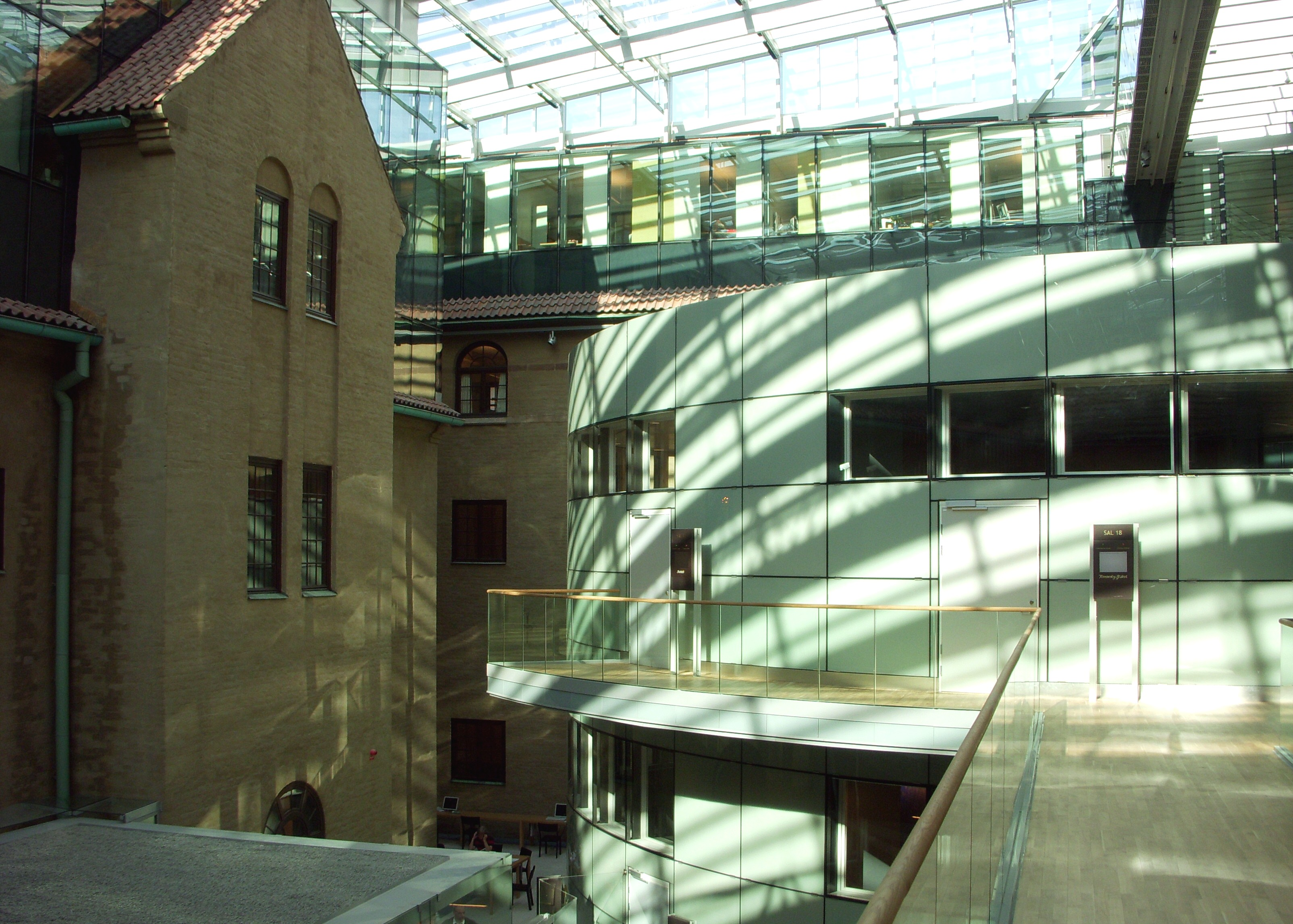
Den överglasade och ombyggda innergården på Stockholms rådhus

En innergård är ett öppet område som är innesluten av en byggnad, eller en sammansättning av byggnader. Innergården kan vara väderskyddad genom glastak.
I Sverige är innergårdar är framför allt vanliga i stadsmiljö i form av storgårdskvarter, där gemensamma innergårdar kan erbjuda avskildhet för de som bor och arbetar i ett kvarter.

## Historia
Varianter på innergårdar har förekommit i tusentals år och uppstått oberoende av varandra i flera olika kulturer. I antikens rom var innergårdarna atriumet och peristylet ett sätt för att få in ljus och ventilation i villor. I Kina byggdes ofta släktgårdar kring en gemensam innergård kallad siheyuan.

## Galleri

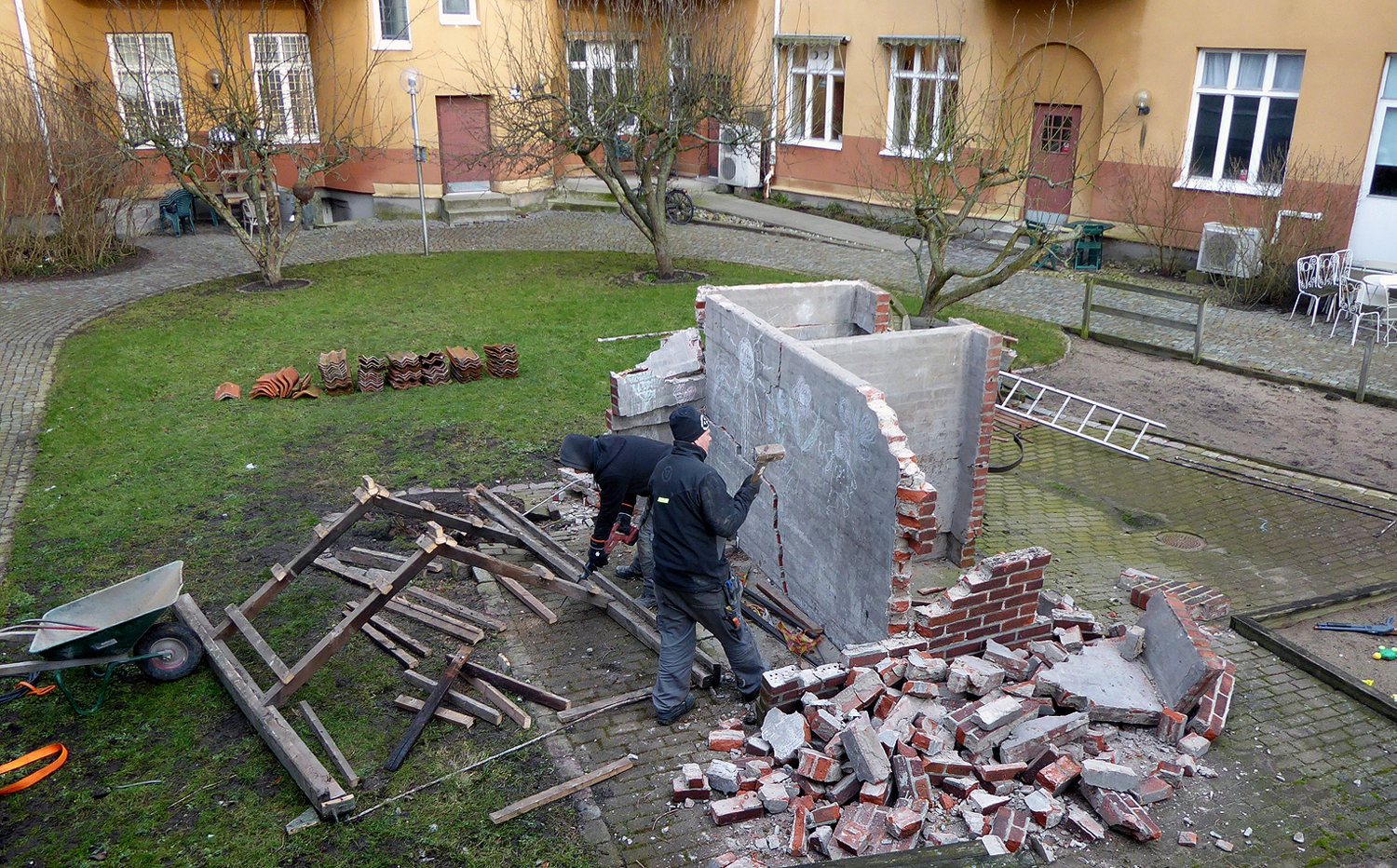
Manuell rivning av ett litet "gårdshus" på en innergård i Ystad 2018.
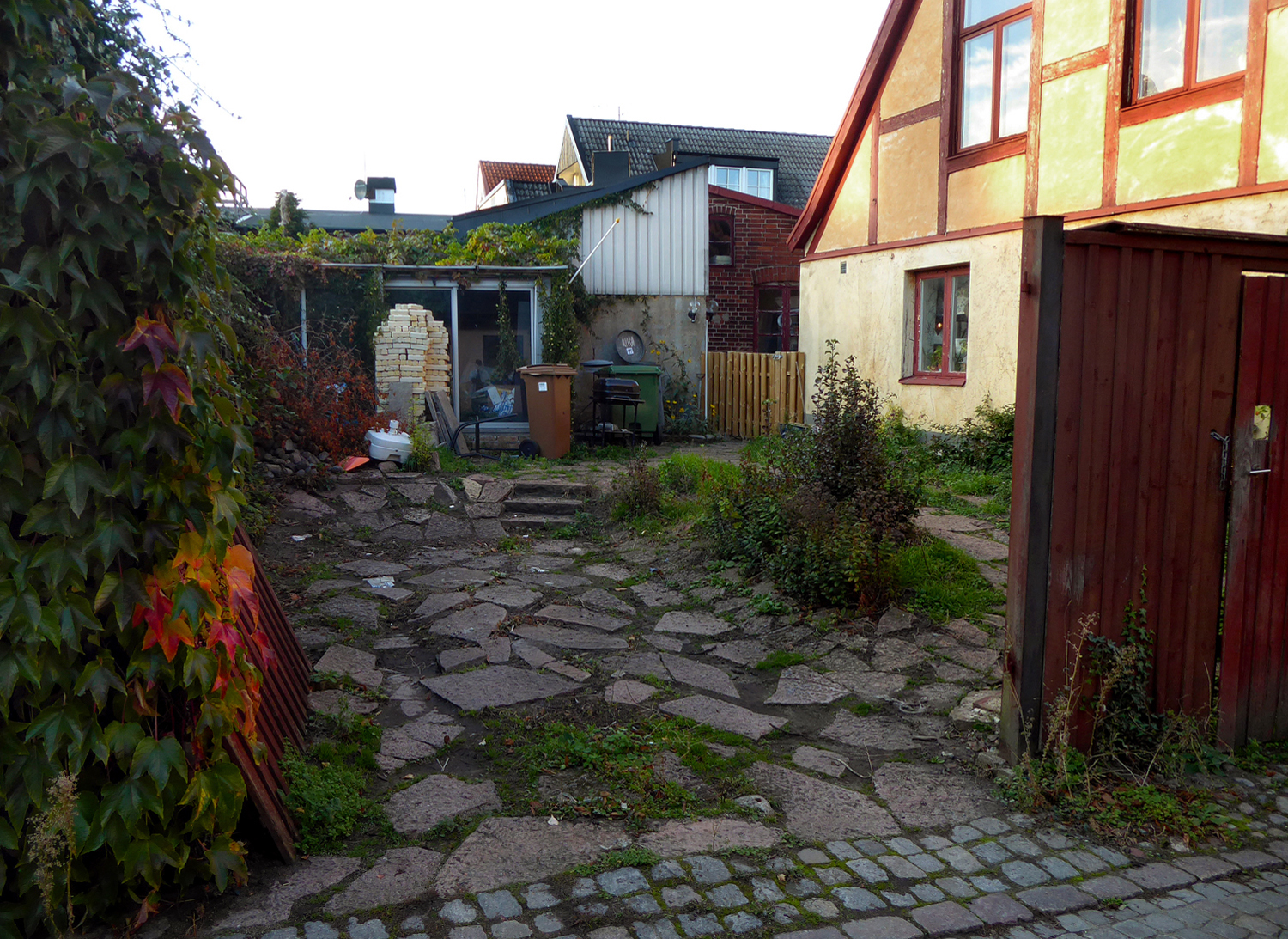
En gammal innergård bakom ett plank på Supgränd i Ystad.